# 525 (číslo)
Pět set dvacet pět je přirozené číslo. Následuje po čísle pět set dvacet čtyři a předchází číslu pět set dvacet šest. Římskými číslicemi se zapisuje DXXV a řeckými číslicemi φκε.

## Matematika
525 je:
- Deficientní číslo
- Složené číslo
- Palindromické číslo
- Nešťastné číslo

## Astronomie
- (525) Adelaide je planetka hlavního pásu, kterou objevil v roce 1908 Joel Hastings Metcalf

## Roky
- 525
- 525 př. n. l.